# گنادورلین
گنادورلین (به انگلیسی: Gonadorelin) یاGonadotropin-releasing hormone (GnRH)
رده درمانی: آگونیست گنادوتروپین.
اشکال دارویی: آمپول

## موارد مصرف
گنادورلین برای ترشح یا مهار هورمونهای جنسی کاربرد دارد و در درمان ناباروری، سندروم کالمن،اختلالات قاعدگی و کارسینومای پروستات تجویز می‌شود.

## مکانیسم اثر
هورمون آزادکننده گنادوتروپین‌ها (GnRH) به صورت طبیعی در بدن از هیپوتالاموس به صورت ضرباندار ترشح و باعث آزاد شدن FSH و LH از هیپوفیز می‌شود. گنادورلین آگونیست GnRH است لذا مصرف دقیق آن هم می‌تواند موجب ترشح FSH و LH از هیپوفیز شود لذا جهت تحریک تخمک گذاری در درمان ناباروری مصرف می‌شود.
مصرف مداوم آن (به دلیل تداوم سطح خونی بالای دارو برخلاف سطح پالسی هورمون به صورت طبیعی) موجب تحریک مداوم هیپوفیز و مهار ترشح FSH و LH از هیپوفیز می‌شود. عدم ترشح این دو هورمون موجب مهار ترشح هورمون‌های جنسی مانند تستوسترون و استروژن از غدد جنسی می‌شود.

## عوارض جانبی
اختلال در عملکرد جنسی بدن و عوارض گسترده آن